# Office d’exploitation des ports
L'Office d'exploitation des ports est un établissement public marocain à caractère industriel et commercial créé en 1985. Il est soumis à la tutelle de l'État.
Il a pour mission principale de gérer  les biens du domaine public situé dans l'enceinte des ports.